# 沙坪街道 (鹤山市)
沙坪街道，是中华人民共和国广东省江门市鹤山市下辖的一个乡镇级行政单位。，同时也是鹤山市政府驻地。原称为沙坪镇，2007年撤镇设街道，成立了沙坪街道办事处。下辖15个农村村民委员会和11个社区居民委员会，面积40.1平方公里，人口16万（2005年数据）。华侨、港澳台侨胞3万多人。

## 概况
沙坪位于西江河岸，临近佛山、广州等广东重要城市，又是江门五邑地区的北大门。民国时期，由于珠江水道大型货船尚未能够通航至中上游，地理位置得天独厚的河港鹤山沙坪港就成为众多货船的卸载之地。沙坪成为当时广东珠江三角洲著名的货物中转站。特别是在1940年代初期，由于二战的影响，英国被迫封锁了滇缅公路，切断了中国大陆与外界的运输线路，大陆与港澳商人进行的贸易主要是以走私形式进行。与沙坪隔江相望的南海九江当时已被日本占领，而沙坪恰好成为港澳与西南大后方商贸的唯一枢纽，被称为“阴阳界”。时人有“不识沙坪不是商”的说法。国共内战开始之后，沙坪经济开始萧条，加上后来珠江河道的开通，使沙坪的地理重要性一落千丈，河港枢纽地位已不复存在。
沙坪加大区域合作，与江门共同打造江沙工业走廊。初步形成了江沙工业走廊沙坪基地（目前已经开发镇南、莺朗两大基地）为中心、镇村两级经济同步发展的工业体系，形成以制鞋业为龙头，纺织、服装、电子、家具、五金、食品加工等为支柱行业的产业体系。
制鞋业是沙坪工业的支柱性产业。2005年，沙坪被广东省评为“省级制鞋专业镇”。在2002年十大广东鞋业名牌的评选中，沙坪的制鞋企业占了其中的三个。近年来，沙坪加大对第三产业发展的重视。
沙坪的交通较为发达，有江沙公路、佛开高速公路、滨江大道、325国道等路段通过。鹤山沙坪港至今仍是一个较重要的珠江河港。九江大桥的一端就连接着沙坪。
著名旅游景点有大雁山、纪元塔、东坡亭等。

## 行政区划
沙坪街道下辖以下地区：
和平社区、南山社区、桂林社区、新升社区、东升社区、谷埠社区、义学社区、新华社区、兴业社区、新业社区、祥盛社区、凤凰社区、桥氹村、玉桥村、莺朗村、仓边村、镇南村、小范村、文边村、越塘村、中东西村、楼冲村、汇源村、赤坎村、黄宝坑村、杰洲村和坡山村。